# گوران گاوارنچیچ
گوران گاوارنچیچ (صربی: Goran Gavrančić؛ زادهٔ ۲ اوت ۱۹۷۸) یک بازیکن فوتبال اهل صربستان است.